# الطحان (حزم العدين)

تعديل مصدري - تعديل

الطحان هي إحدى قرى عزلة يريس بمديرية حزم العدين التابعة لمحافظة إب، بلغ تعداد سكانها 69 نسمة حسب تعداد اليمن لعام 2004.